# Spowiedź powszechna
Spowiedź powszechna – w obrządku rzymskim (tak klasycznym – nadzwyczajnym, jak i zreformowanym – zwyczajnym) część mszy świętej, kiedy kapłan oraz wierni odmawiają akt pokuty. Spowiedzi powszechnej w kościele rzymskokatolickim nie należy mylić z rozgrzeszeniem udzielanym przez kapłana wszystkim obecnym, bez indywidualnego wyznawania grzechów.
W kościołach starokatolickich spowiedź święta powszechna ma charakter spowiedzi całkowitej, tzn. uczestniczący w niej wszyscy pełnoletni penitenci otrzymują odpuszczenie wszystkich grzechów. Dzieci i młodzież do lat 18. mają obowiązek przystępowania do spowiedzi konfesjonałowej. Wśród kościołów starokatolickich jedynie w Kościele Katolickim Mariawitów (w Polsce) spowiedź powszechna obejmuje wszystkich wiernych niezależnie od ich wieku.

## Tekst

### Łaciński
„Confiteor Deo omnipotenti et vobis, fratres,
quia peccavi nimis
cogitatione, verbo, opere, et omissióne:
mea culpa, mea culpa, mea maxima culpa.
Ideo precor beatam Mariam semper Vírginem,
omnes Angelos et Sanctos,
et vos, fratres, orare pro me
ad Dominum Deum nostrum”.

### Polski
„Spowiadam się Bogu wszechmogącemu
i wam, bracia i siostry,
że bardzo zgrzeszyłem
myślą, mową, uczynkiem i zaniedbaniem:
moja wina, moja wina, moja bardzo wielka wina.
Przeto błagam Najświętszą Maryję, zawsze Dziewicę,
wszystkich Aniołów i Świętych,
i was, bracia i siostry,
o modlitwę za mnie do Pana Boga naszego”.

### Tekst Kościołów Narodowych
(PNKK, Polskokatolicki, PNKK w RP, PNKK w Kanadzie, Katolicki Kościół Narodowy, Kościół Polski):
„Żalem przejęci do głębi swej,
Boże, bo wina ciąży na nas i grzech nas ugina.
Do Tronu miłosierdzia idziemy w pokorze.
Pełni smutku i bólu z dziedzictwem Kaina.
Szukaliśmy na próżno u świata pociechy.
Na próżno ukojenia, grzechów zapomnienia:
bo nie ma tam pokoju gdzie są ludzkie grzechy.
Bo nie istnieje szczęście bez Boga sumienia.
Więc przejęci do głębi naszą nędzą Boże.
Bo wina na nas ciąży i grzech nas ugina.
U tronu Miłosierdzia klękamy w pokorze.
Pełni smutku i Bólu z dziedzictwem Kaina”.

## Nadzwyczajna Forma Rytu Rzymskiego
W nadzwyczajnej formie rytu rzymskiego spowiedź powszechna jest odmawiana w trakcie modlitw u stopni ołtarza i pojawia się w dwóch wersjach: jednej używanej przez kapłana, w której występują zwroty „et vobis, fratres” („i wam, bracia”) oraz „et vos, fratres” („i was, bracia”) a drugiej odmawianej przez ministrantów/lud, w której podane słowa zastępuje się odpowiednio „et tibi, pater” („i tobie, ojcze”) oraz „et te, pater” („i ciebie, ojcze”). Spowiedź powszechna zawarta jest również w obrzędach Komunii Świętej, stąd w niektórych regionach obecny jest zwyczaj recytowania dodatkowego, trzeciego Confiteor przed Komunią wiernych także w trakcie Mszy Świętej.
| Tekst łaciński Confiteor Deo omnipotenti, beatæ Mariæ semper Virgini, beato Michaeli Archangelo, beato Ioanni Baptistæ, sanctis Apostolis Petro et Paulo, omnibus Sanctis, et vobis, fratres: quia peccavi nimis cogitatione, verbo et opere: mea culpa, mea culpa, mea maxima culpa. Ideo precor beatam Mariam semper Virginem, beatum Michaelem Archangelum, beatum Ioannem Baptistam, sanctos Apostolos Petrum et Paulum, omnes Sanctos, et vos, fratres, orare pro me ad Dominum Deum nostrum. | Tłumaczenie polskie Spowiadam się Bogu wszechmogącemu, Najświętszej Maryi zawsze Dziewicy, świętemu Michałowi Archaniołowi, świętemu Janowi Chrzcicielowi, świętym Apostołom Piotrowi i Pawłowi, wszystkim Świętym i wam, bracia, że bardzo zgrzeszyłem, myślą, mową i uczynkiem: moja wina, moja wina, moja bardzo wielka wina. Przeto błagam Najświętszą Maryję zawsze Dziewicę, świętego Michała Archanioła, świętego Jana Chrzciciela, świętych Apostołów Piotra i Pawła, wszystkich świętych, i was, bracia o modlitwę za mnie do Pana, Boga naszego. |

Aktualnie Confiteor jest wypowiadany przez wiernych między innymi podczas:
- aktu pokuty w liturgii mszalnej
- komplety, części liturgii godzin
- nabożeństwa pokutnego.

## Historia
O spowiedzi powszechnej mówi zapewne starochrześcijański tekst Didache w rozdziale X, 6.